# Claude Lemieux
Claude Percy Lemieux (* 16. července 1965 Buckingham, Québec, Kanada) je bývalý kanadský hokejový útočník, který hrál naposled v týmu San Jose Sharks (NHL). Tento čtyřnásobný držitel Stanley Cupu se proslavil svojí zarputilostí a buldočím stylem hry, pro kterou ho většina jeho protihráčů nenáviděla, ale pro svůj tým byl vždy velmi cenný.

## Kariéra
Claude Lemieux se narodil v Quebecu, což je francouzsky mluvící část Kanady. Jeho o dva roky mladší bratr Jocelyn Lemieux hrál později také v NHL. Claude začínal v lize QAAA (Quebec Amateur Athletic Association) v týmu Richelieu Riverains, kde se projevoval jeho talent. V sezóně 1982/1983 začal hrát juniorský hokej v lize QMJHL (Quebec Major Junior Hockey League), kde nastupoval za tým Trois-Rivieres Draveurs, kde zářil, proto ho už po této sezóně v jeho 17 letech draftoval do NHL tým Montreal Canadiens v 2. kole na celkově 26. místě draftu 1983.
V další sezóně 1983/1984 už nastoupil ve svých 18 letech za Montreal v NHL. Po 8 zápasech byl ale odeslán zpět do juniorské ligy QMJHL do týmu Verdun Juniors. Za tuto sezónu byl zvolen do 2. All-Star Týmu ligy QMJHL (Ideální sestava sezóny v lize QMJHL). V sezóně 1984/1985 si zahrál pouze v jednom zápase v NHL za Montreal, ale tato sezóna pro něj přesto byla úspěšná. Hrál za Kanadu na Juniorském mistrovství světa ve Finsku a vyhrál s reprezentací zlatou medaili a ještě k tomu se mu dařilo i v juniorské lize, kde v 52 zápasech nastřílel 58 gólů a připsal si 124 kanadských bodů a byl nominován do 1. All-Star výběru ligy QMJHL. V sezóně 1985/1986 hrál většinu základní části v týmu Sherbrooke Canadiens hrajícím v lize AHL (American Hockey League). V NHL hrál jen v 10 zápasech základní části, ale vynahradil si to v Playoff, ve kterém dal ve 20 zápasech 10 gólů a vyhrál už ve svých 19 letech svůj první Stanley Cup o kterém sní většina hokejistů. V sezóně 1986/1987 hrál poprvé celou sezónu v NHL a v 76 zápasech si připsal 53 kanadských bodů, což je na nováčka slušné. V té sezóně byl vybrán do týmu největších hvězd ligy NHL (All-Star Týmu), který reprezentoval ligu proti Sovětské reprezentaci v sérii zápasů nazvané Rendez-Vous 87', kde odehrál 2 zápasy, aniž si připsal bod. Po sezóně v létě 1987 byl nominován do Kanadské reprezentace pro Kanadský pohár. Poté, co Kanada porazila Československo v semifinále 5:3 a Sovětský svaz ve finále 2:1 na zápasy, tak Claude vyhrál s reprezentací zlatou medaili. V sezóně 1987/1988 si připsal 61 kanadských bodů v 78 zápasech. Začínal být nechvalně proslulý svou zákeřností, díky níž ho začínali ostatní hokejisté nenávidět. Mediálně byl zase známý svou prostořekostí. V sezóně 1988/1989 se s Montrealem dostal až do finále bojů o Stanley Cup, ale tam narazili na Calgary Flames. Polovinu sezóny 1989/1990 vynechal kvůli zranění břišních svalů.
Po té sezóně byl 4. září 1990 vyměněn z Montrealu Canadiens do New Jersey Devils za Sylvaina Turgeona. Ve své první sezóně v New Jersey (1990/1991) sice neuchvátil, ale v dalších sezonách si v tomto týmu vedl velmi dobře. Sezóna 1992/1993 byla jeho nejvydařenější v prozatímní kariéře, co se individuálních statistik týče, když si v 77 zápasech připsal 81 kanadských bodů za 30 gólů a 51 asistencí. Naopak o rok později v sezóně 1993/1994 dokázal nasbírat ve srovnatelném počtu zápasů téměř o polovinu bodů méně. V sezóně 1994/1995, která byla kvůli stávce hráčů NHL zkrácena na 48 zápasů základní části, vyhrál s New Jersey Devils svůj druhý Stanley Cup a svým výkonem v Playoff si vysloužil cenu Conn Smythe Trophy pro nejlepšího hráče Playoff.
Začal se z něho stávat specialista na vypjaté a důležité zápasy, kdy dokázal rozhodovat zápasy důležitými góly a vyprovokovat soupeře k faulům. Právě pro tyto jeho vlastnosti po něm toužil ambiciózní tým Colorado Avalanche, který ho získal 3. října 1995 komplikovanou výměnou, kdy Claude nejdříve zamířil z New Jersey do New York Islanders za Stevena Thomase a o pár hodin později už jeho práva putovala do Colorada za Wendela Clarka. Hned v první sezóně v Coloradu (1995/1996) vyhrál svůj už třetí Stanley Cup a stal se teprve čtvrtým hráčem v historii NHL, který získal Stanley Cup se třemi různými týmy. Po sezóně byl nominován do reprezentačního týmu Kanady pro Světový pohár v ledním hokeji 1996, na kterém získal se spoluhráči po prohraném finále 1:2 na zápasy s USA stříbrné medaile. V sezóně 1996/1997 promarodil půlku sezóny. V sezónách 1997/1998 a 1998/1999 dokázal překročit hranici 50 kanadských bodů.
V sezóně 1999/2000 se dočkal návratu do týmu New Jersey Devils, když byl 3. listopadu 1999 společně s 1. kolem draftu 2000 (David Hale) a 2. kolem draftu 2000 (Matt DeMarchi) vyměněn, za Briana Rolstona společně s 1. kolem draftu 2000 (Tento výběr v draftu byl později vyměněn z Colorada do týmu Boston Bruins) (Martin Samuelsson). Tato výměna byla pro Claudea velice šťastná, protože v této sezóně s New Jersey vyhrál svůj čtvrtý Stanley Cup. On byl pro tým z New Jersey posila určená právě pro playoff této sezóny, protože mu po této sezóně vypršela smlouva a v létě si jako volný hráč mohl vybírat, kde bude hrát dál.
Smlouvu ale podepsal až 5. prosince 2000 a to s Phoenixem Coyotes. V sezóně 2000/2001 už tedy stihl dohrát pouze 46 zápasů. V sezóně 2001/2002 mu sice bylo už 36 let, ale i přesto si dokázal připsat na konto 41 kanadských bodů.
V sezóně 2002/2003 byl 16. ledna 2003 vyměněn z Phoenixu do Dallasu Stars za Scotta Pellerina a 4. kolo draftu 2004 (Kevin Porter). V Dallasu už pouze dohrál sezónu a po sezóně se stal volným hráčem. Nebyl o něho zájem a tak podepsal smlouvu v Evropě se švýcarským klubem EV Zug hrajícího nejvyšší švýcarskou soutěž NL A. Ve Švýcarsku ovšem sehrál pouhých 7 zápasů a poté ukončil svou hráčskou kariéru. Po skončení kariéry si otevřel ve Phoenixu svojí hokejovou školu.
Claude Lemieux přišel během sezóny 2008/2009 s překvapivou informací, že se chce jako hráč vrátit do vrcholového hokeje a to dokonce do NHL. To se také díky jeho přátelství s manažerem týmu San Jose Sharks Dougem Wilsonem stalo skutečností. San Jose ho nejprve poslalo hrát Asijskou hokejovou ligu za spřátelený čínský tým China Sharks a poté do nižší americké ligy za svůj farmářský tým Worcester Sharks a po těchto testech dostal šanci hrát po šesti letech zase NHL. Za Sharks odehrál 18 zápasů a zaznamenal jednu asistenci. V playoff sehrál jediný zápas a se San Jose vypadli překvapivě už v prvním kole s Anaheimem Ducks. Po této sezóně se rozhodl dne 12. července 2009 definitivně ukončit svou hráčskou kariéru.

## Individuální úspěchy
- 1983/1984 – QMJHL 2. All-Star team
- 1984/1985 – QMJHL 1. All-Star team
- 1984/1985 – Guy Lafleur Trophy
- 1994/1995 – Conn Smythe Trophy

## Týmové úspěchy
- 1985 – Zlato na Juniorském mistrovství světa.
- 1985/1986 – Prince of Wales Trophy s Montrealem Canadiens.
- 1985/1986 – Stanley Cup s Montrealem Canadiens.
- 1987 – Zlato na Kanadském poháru.
- 1988/1989 – Prince of Wales Trophy s Montrealem Canadiens.
- 1994/1995 – Prince of Wales Trophy s New Jersey Devils.
- 1994/1995 – Stanley Cup s New Jersey Devils.
- 1995/1996 – Clarence S. Campbell Bowl s Coloradem Avalanche.
- 1995/1996 – Stanley cup s Coloradem Avalanche.
- 1996 – Stříbro na Světovém poháru.
- 1999/2000 – Prince of Wales Trophy s New Jersey Devils.
- 1999/2000 – Stanley Cup s New Jersey Devils.

## Klubové statistiky
| Sezona        | Klub                    | Soutěž        | Základní část | Základní část | Základní část | Základní část | Základní část | Play off | Play off | Play off | Play off | Play off |
| Sezona        | Klub                    | Soutěž        | Z             | G             | A             | B             | TM            | Z        | G        | A        | B        | TM       |
| ------------- | ----------------------- | ------------- | ------------- | ------------- | ------------- | ------------- | ------------- | -------- | -------- | -------- | -------- | -------- |
| 1982/1983     | Trois-Rivieres Draveurs | QMJHL         | 62            | 28            | 38            | 66            | 187           | 4        | 1        | 0        | 1        | 30       |
| 1983/1984     | Montreal Canadiens      | NHL           | 8             | 1             | 1             | 2             | 12            | —        | —        | —        | —        | —        |
| 1983/1984     | Verdun Juniors          | QMJHL         | 51            | 41            | 45            | 86            | 225           | 9        | 8        | 12       | 20       | 63       |
| 1983/1984     | Nova Scotia Voyageurs   | AHL           | —             | —             | —             | —             | —             | 2        | 1        | 0        | 1        | 6        |
| 1984/1985     | Montreal Canadiens      | NHL           | 1             | 0             | 1             | 1             | 7             | —        | —        | —        | —        | —        |
| 1984/1985     | Verdun Junior Canadiens | QMJHL         | 52            | 58            | 66            | 124           | 152           | 14       | 23       | 17       | 40       | 38       |
| 1985/1986     | Sherbrooke Canadiens    | AHL           | 58            | 21            | 32            | 53            | 145           | —        | —        | —        | —        | —        |
| 1985/1986     | Montreal Canadiens      | NHL           | 10            | 1             | 2             | 3             | 22            | 20       | 10       | 5        | 15       | 68       |
| 1986/1987     | Montreal Canadiens      | NHL           | 76            | 27            | 26            | 53            | 156           | 17       | 4        | 9        | 13       | 41       |
| 1987/1988     | Montreal Canadiens      | NHL           | 78            | 31            | 30            | 61            | 137           | 11       | 3        | 2        | 5        | 20       |
| 1988/1989     | Montreal Canadiens      | NHL           | 69            | 29            | 22            | 51            | 136           | 18       | 4        | 3        | 7        | 58       |
| 1989/1990     | Montreal Canadiens      | NHL           | 39            | 8             | 10            | 18            | 106           | 11       | 1        | 3        | 4        | 38       |
| 1990/1991     | New Jersey Devils       | NHL           | 78            | 30            | 17            | 47            | 105           | 7        | 4        | 0        | 4        | 34       |
| 1991/1992     | New Jersey Devils       | NHL           | 74            | 41            | 27            | 68            | 109           | 7        | 4        | 3        | 7        | 26       |
| 1992/1993     | New Jersey Devils       | NHL           | 77            | 30            | 51            | 81            | 155           | 5        | 2        | 0        | 2        | 19       |
| 1993/1994     | New Jersey Devils       | NHL           | 79            | 18            | 26            | 44            | 86            | 20       | 7        | 11       | 18       | 44       |
| 1994/1995     | New Jersey Devils       | NHL           | 45            | 6             | 13            | 19            | 86            | 20       | 13       | 3        | 16       | 20       |
| 1995/1996     | Colorado Avalanche      | NHL           | 79            | 39            | 32            | 71            | 117           | 19       | 5        | 7        | 12       | 55       |
| 1996/1997     | Colorado Avalanche      | NHL           | 45            | 11            | 17            | 28            | 43            | 17       | 13       | 10       | 23       | 32       |
| 1997/1998     | Colorado Avalanche      | NHL           | 78            | 26            | 27            | 53            | 115           | 7        | 3        | 3        | 6        | 8        |
| 1998/1999     | Colorado Avalanche      | NHL           | 82            | 27            | 24            | 51            | 102           | 19       | 3        | 11       | 14       | 26       |
| 1999/2000     | Colorado Avalanche      | NHL           | 13            | 3             | 6             | 9             | 4             | —        | —        | —        | —        | —        |
| 1999/2000     | New Jersey Devils       | NHL           | 70            | 17            | 21            | 38            | 86            | 23       | 4        | 6        | 10       | 28       |
| 2000/2001     | Phoenix Coyotes         | NHL           | 46            | 10            | 16            | 26            | 58            | —        | —        | —        | —        | —        |
| 2001/2002     | Phoenix Coyotes         | NHL           | 82            | 16            | 25            | 41            | 70            | 5        | 0        | 0        | 0        | 2        |
| 2002/2003     | Phoenix Coyotes         | NHL           | 36            | 6             | 8             | 14            | 30            | —        | —        | —        | —        | —        |
| 2002/2003     | Dallas Stars            | NHL           | 32            | 2             | 4             | 6             | 14            | 7        | 0        | 1        | 1        | 10       |
| 2003/2004     | EV Zug                  | LN A          | 7             | 2             | 3             | 5             | 4             | 5        | 1        | 3        | 4        | 8        |
| 2008/2009     | China Sharks            | AL            | 2             | 0             | 1             | 1             | 4             | —        | —        | —        | —        | —        |
| 2008/2009     | Worcester Sharks        | AHL           | 23            | 3             | 8             | 11            | 24            | —        | —        | —        | —        | —        |
| 2008/2009     | San Jose Sharks         | NHL           | 18            | 0             | 1             | 1             | 21            | 1        | 0        | 0        | 0        | 0        |
| NHL celkově   | NHL celkově             | NHL celkově   | 1215          | 379           | 407           | 786           | 1777          | 234      | 80       | 77       | 157      | 529      |
| AHL celkově   | AHL celkově             | AHL celkově   | 81            | 24            | 40            | 64            | 169           | 2        | 1        | 0        | 1        | 0        |
| QMJHL celkově | QMJHL celkově           | QMJHL celkově | 165           | 127           | 149           | 276           | 564           | 27       | 32       | 29       | 61       | 131      |

### Reprezentační statistiky
| 1985                   | Kanada                 | MSJ                    | 6  | 3 | 2 | 5 | 6  |
| 1987                   | Kanada                 | KP                     | 6  | 1 | 1 | 2 | 4  |
| 1996                   | Kanada                 | SP                     | 8  | 1 | 1 | 2 | 19 |
| Juniorská reprezentace | Juniorská reprezentace | Juniorská reprezentace | 6  | 3 | 2 | 5 | 6  |
| Seniorská reprezentace | Seniorská reprezentace | Seniorská reprezentace | 14 | 2 | 2 | 4 | 23 |